# Landkreis Oberallgäu
Landkreis Oberallgäu är ett distrikt (Landkreis) i Schwaben i det tyska förbundslandet Bayern.

## Geografi
Oberallgäu ligger i landskapet Allgäu i regionen Schwaben. Det är den sydligaste distriktet i Tyskland. Området i distriktet inkluderar alpin (Allgäualperna) och föralpin terräng. Den kretsfria staden Kempten (Allgäu) är helt omsluten av distriktet Oberallgäu.
I den södra delen av distriktet det finns några av de högsta bergen i Allgäu, som kulminerar i Hochfrottspitze (2649 m). Den  Iller floden (en biflod till Donau) går genom distriktet från söder till norr. Källan till floden ligger nära Oberstdorf, nära gränsen till Österrike.

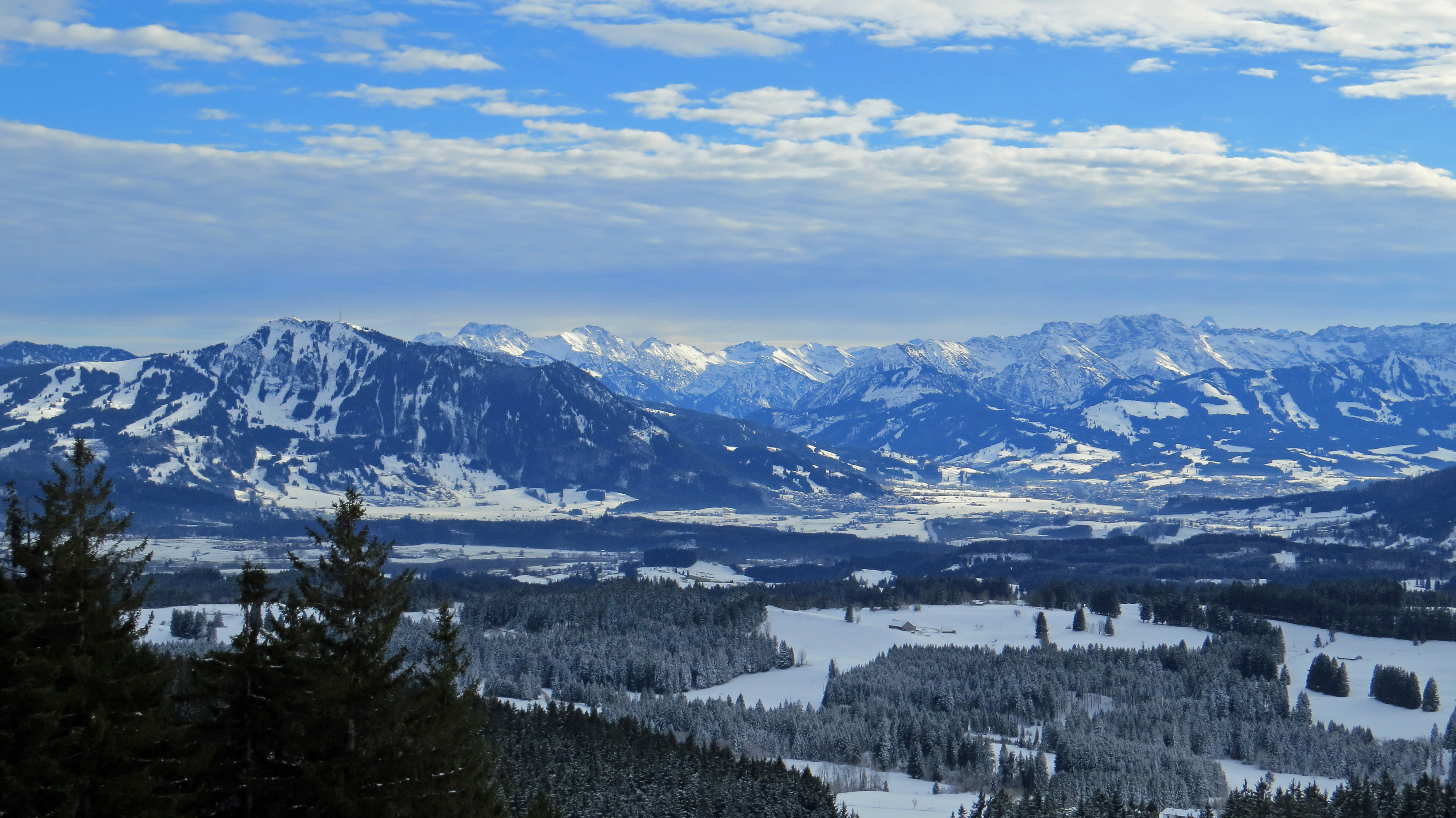
Allgäualperna
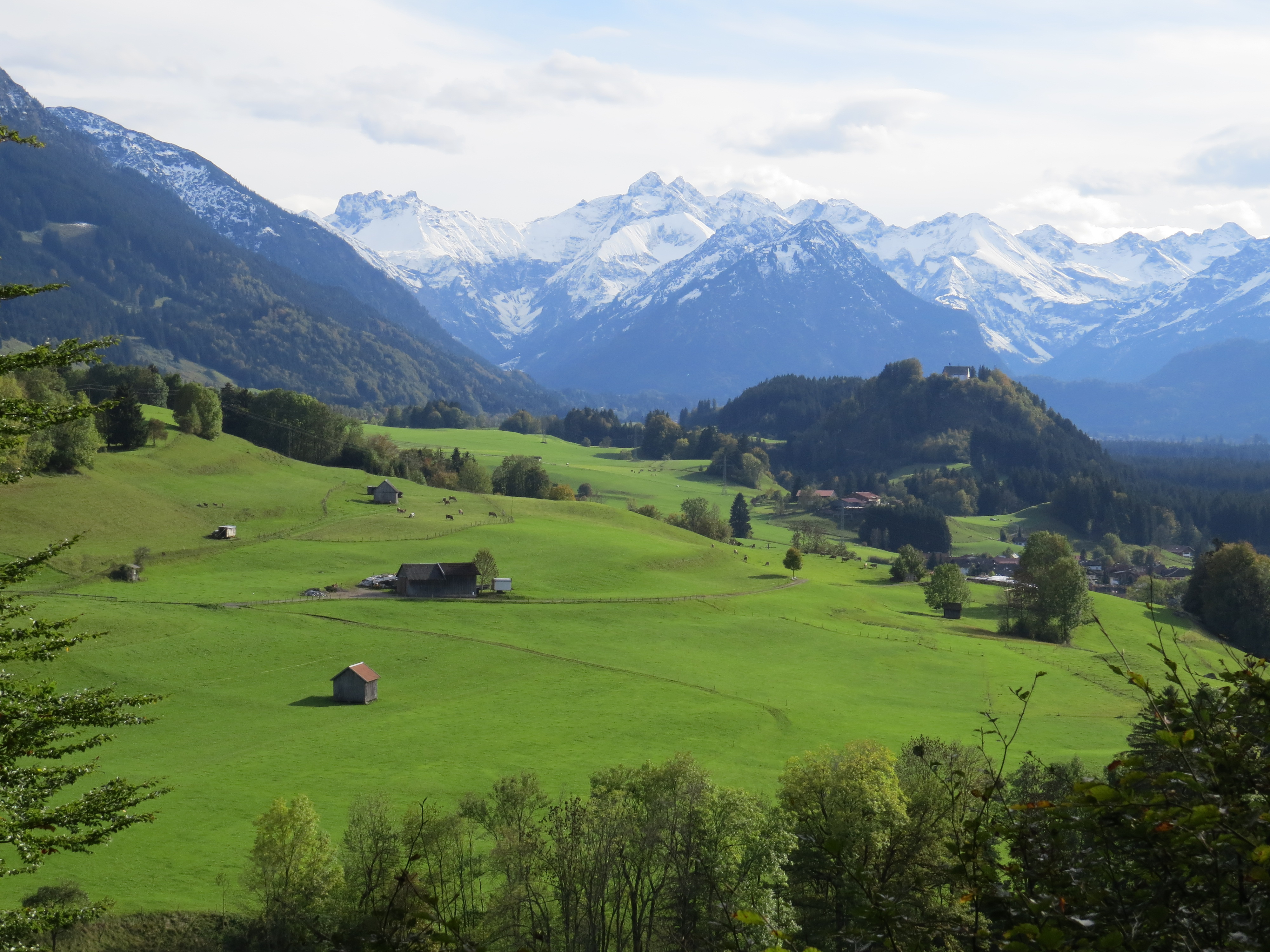
Malerwinkel nära Solnhofen
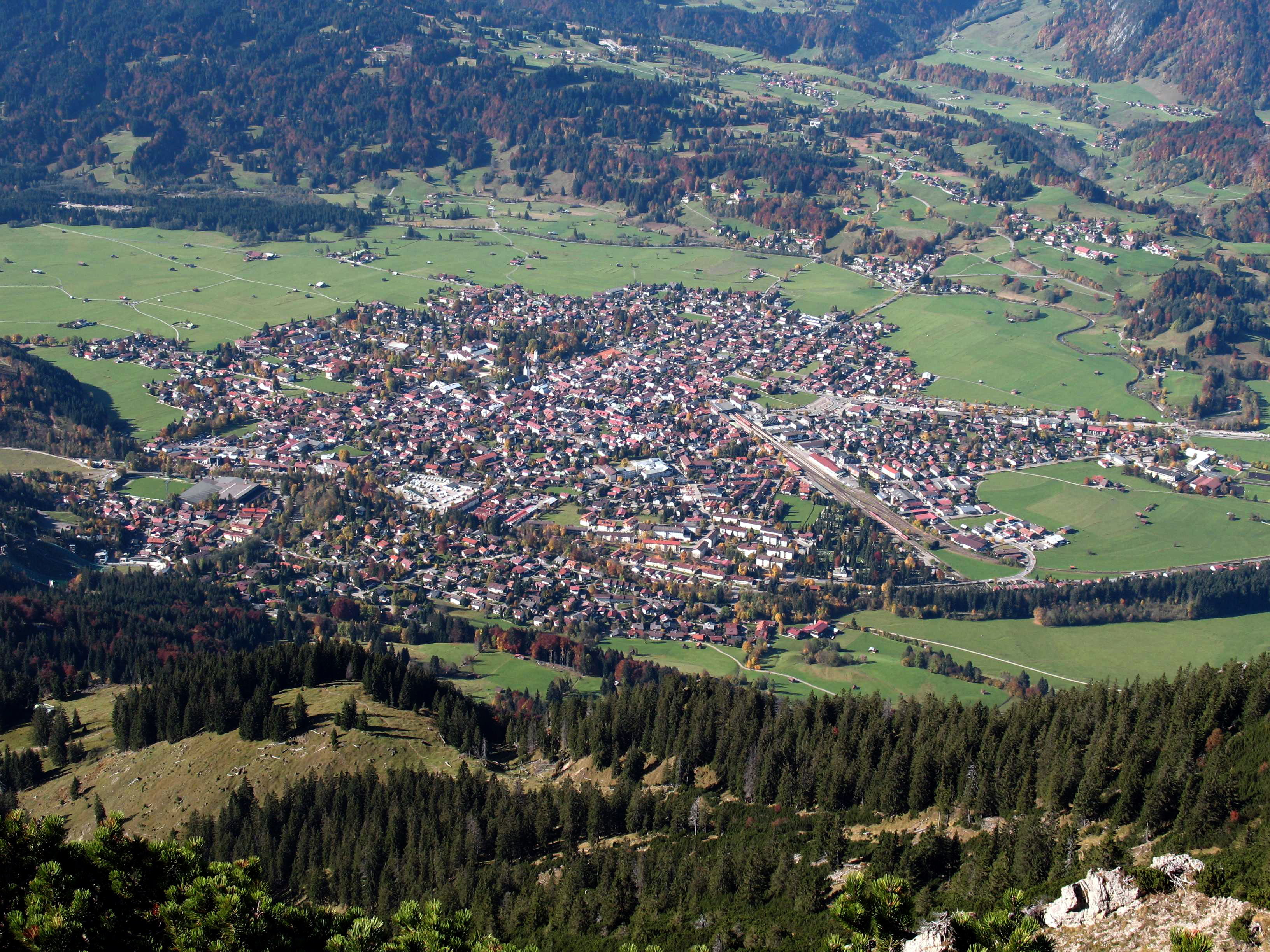
Vy över Oberstdorf
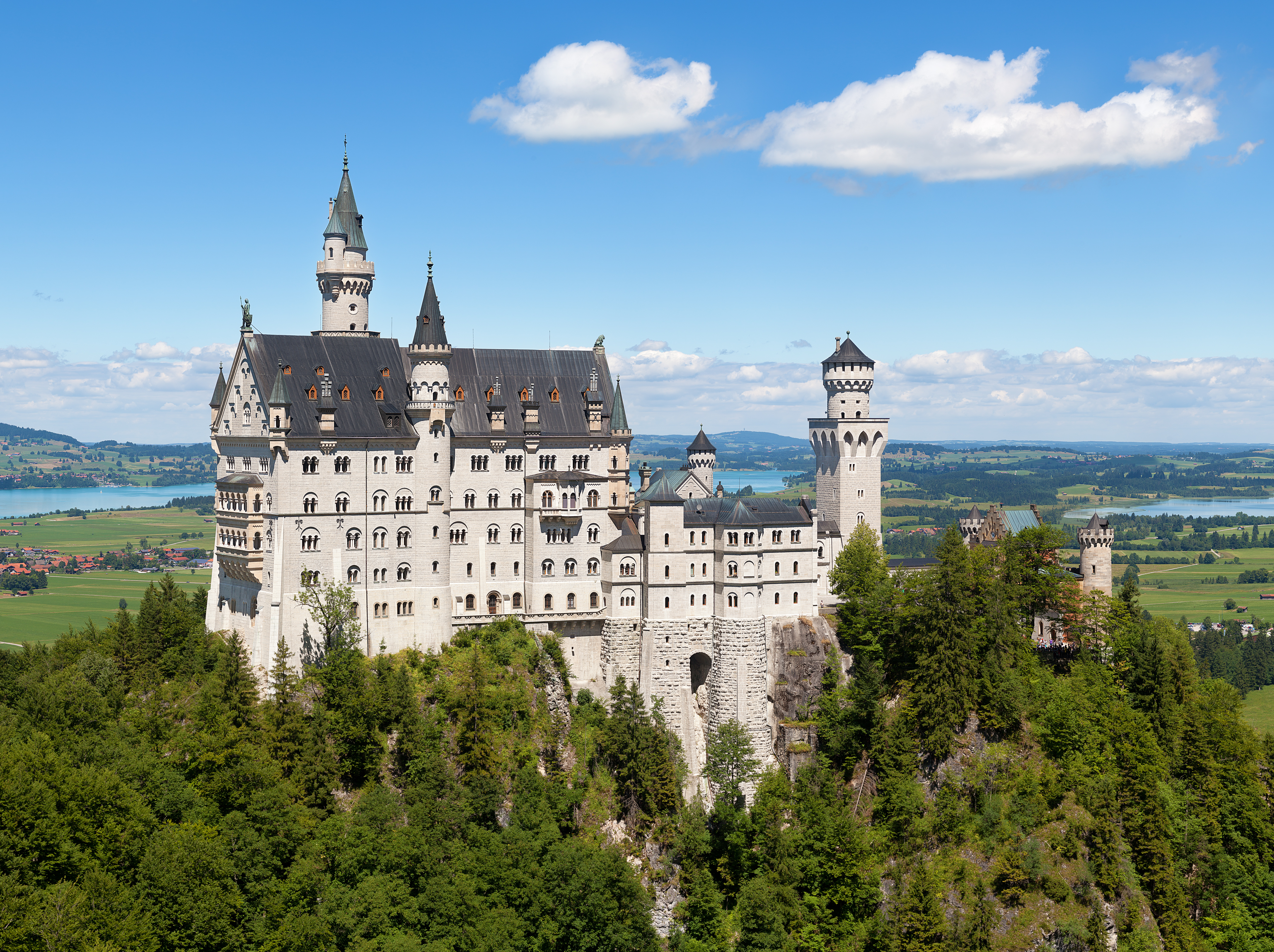
Slottet Neuschwanstein
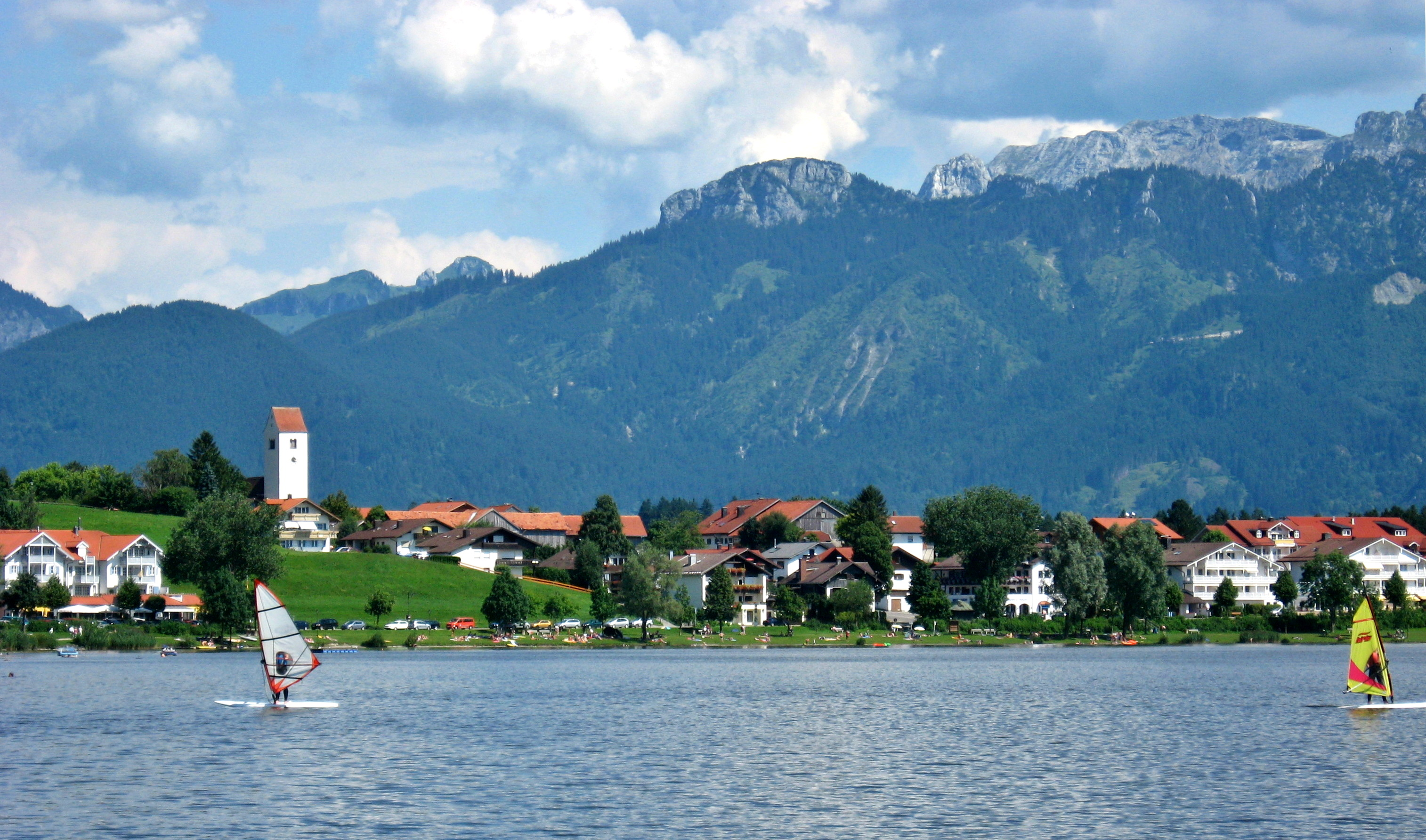
Hopfen am See

## Samhällen i Oberallgäu

### Städer
1. Immenstadt im Allgäu
2. Sonthofen

### Övriga kommuner
1. Altusried
2. Bad Hindelang
3. Buchenberg
4. Dietmannsried
5. Oberstaufen
6. Oberstdorf
7. Sulzberg
8. Weitnau
9. Wertach
10. Wiggensbach

## Specialiteter
Traditionellt Allgäu-kök är ett bondgårdens kök med enkla ingredienser. Dessa är främst ägg, mjöl, mjölk, fett och surkål och vad som växer i grönsakslandet.

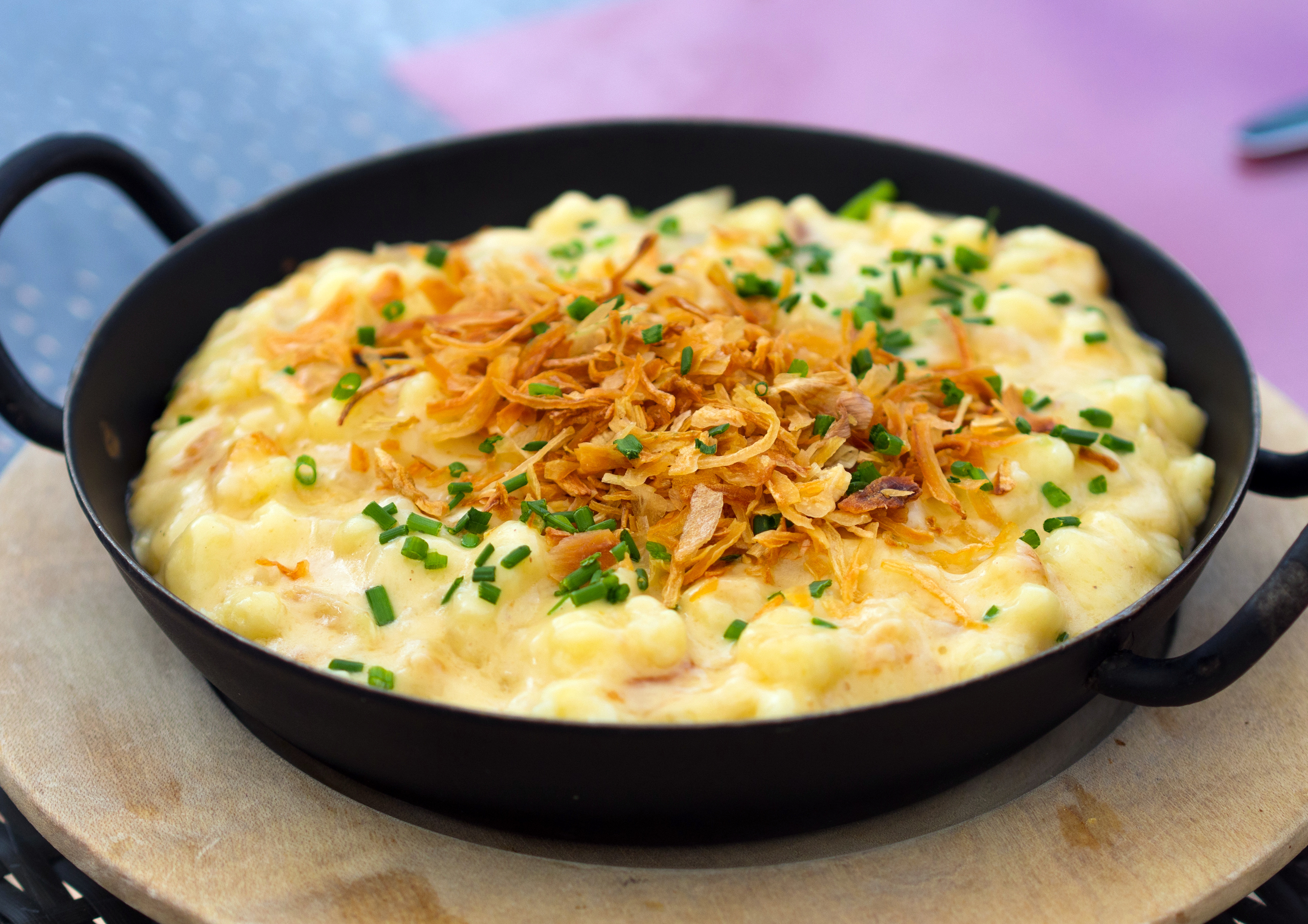
Käsespätzle med rostad lök
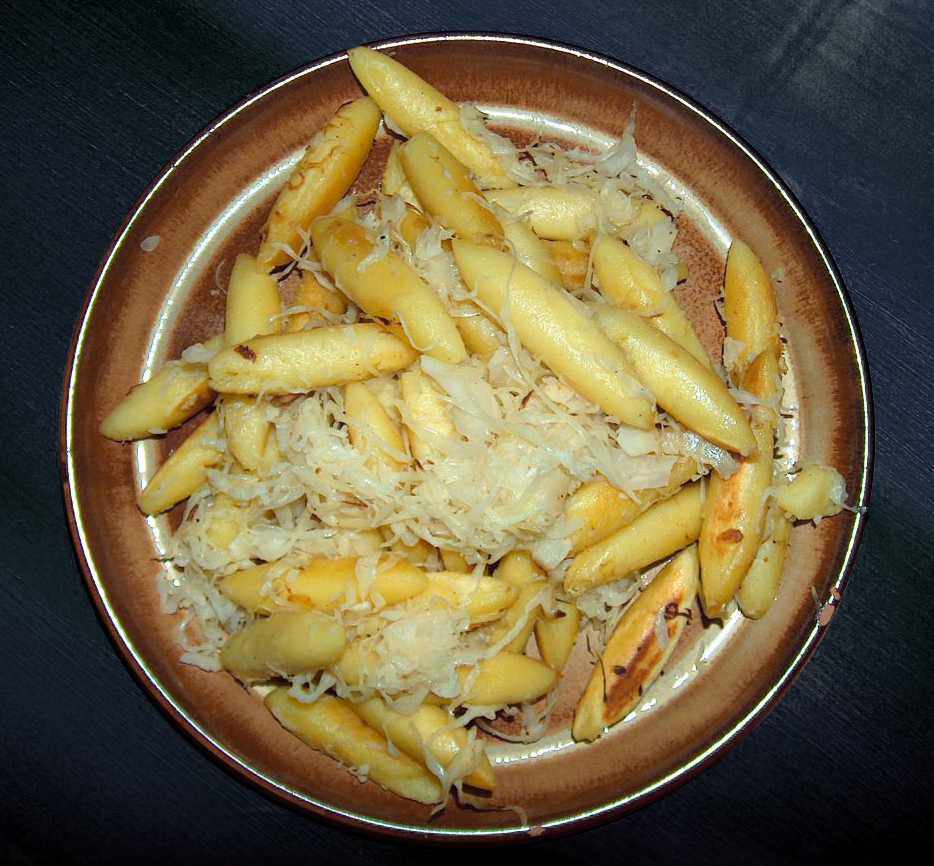
Schupfnudel med surkål
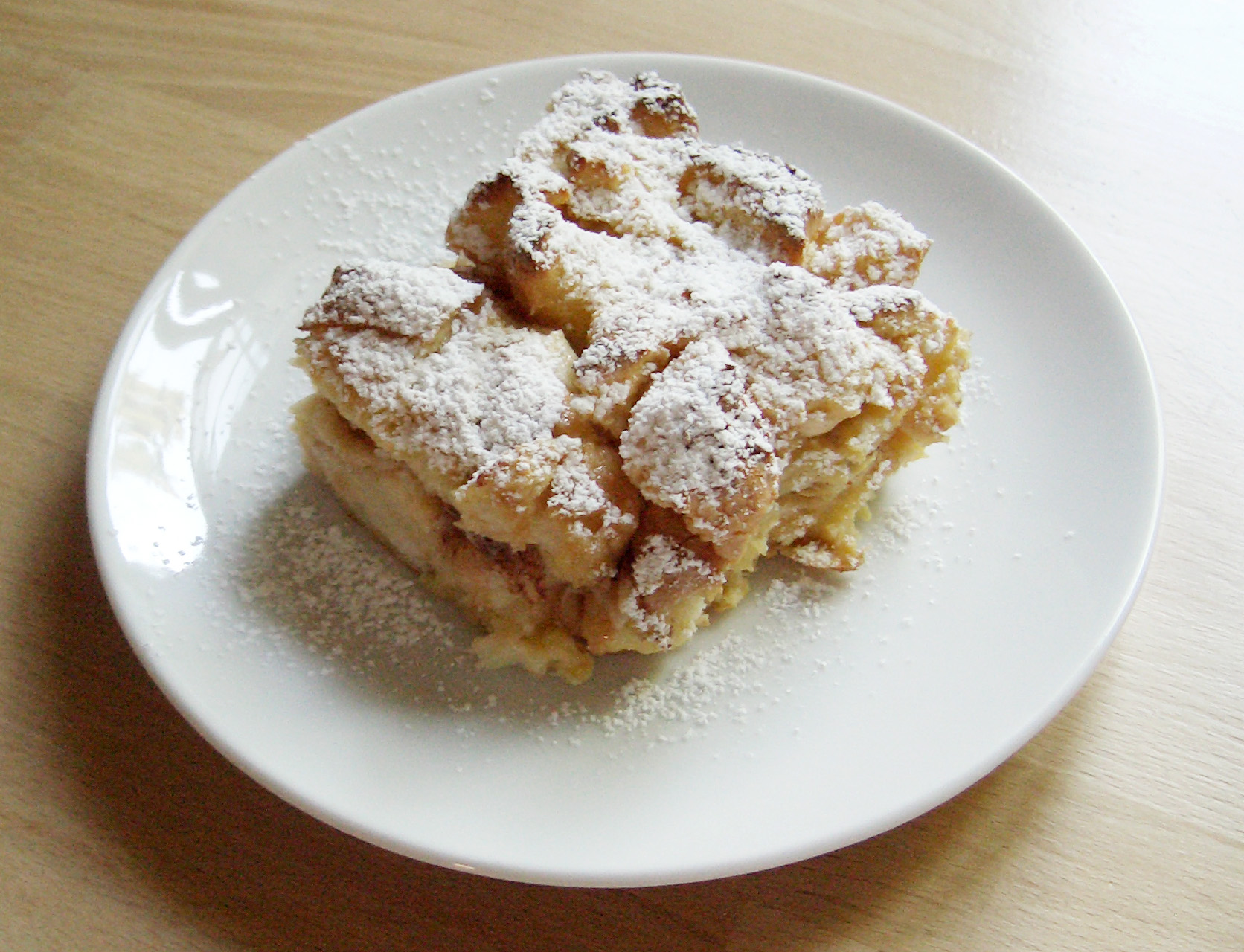
Ofenschlupfer
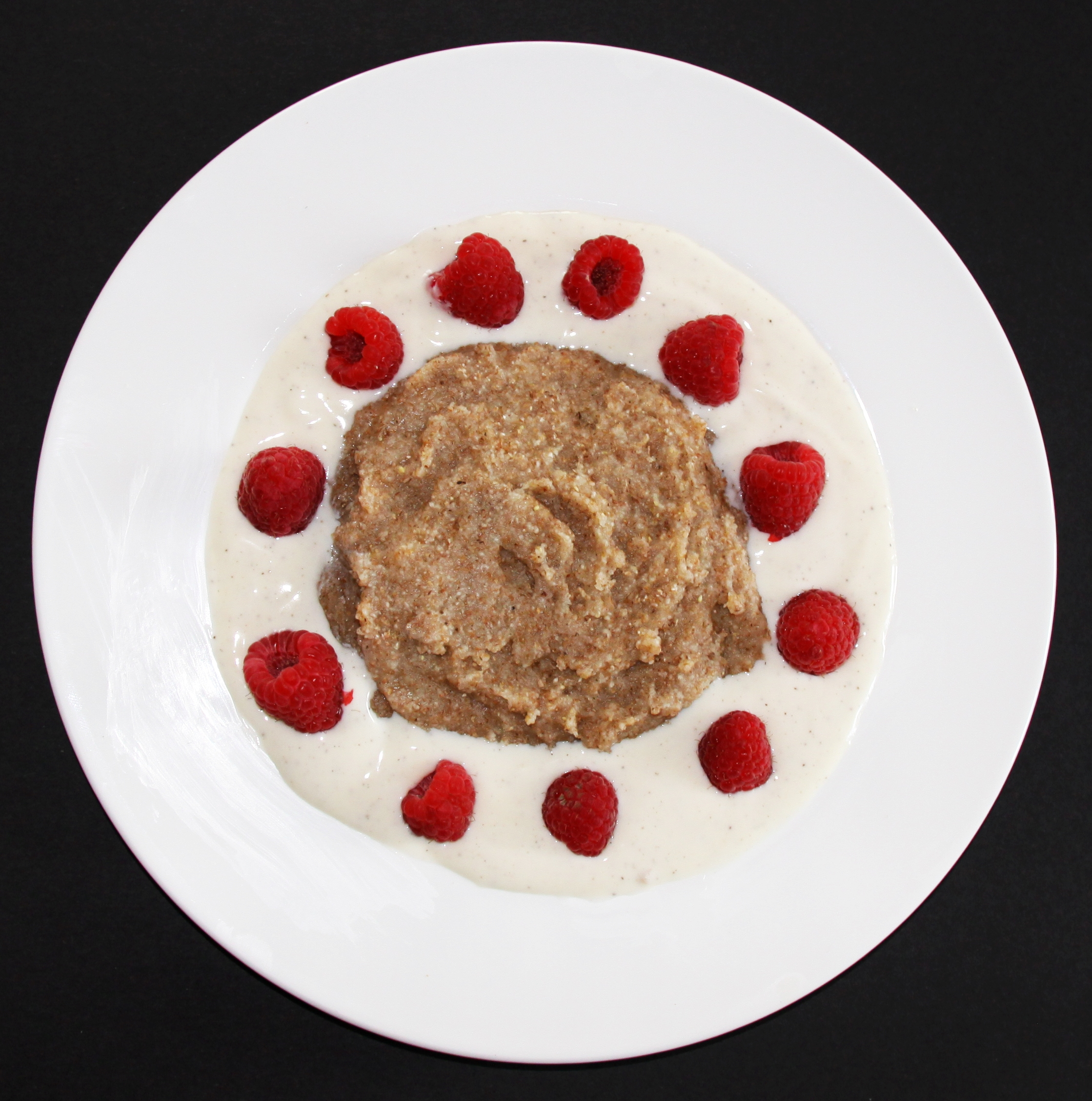
Brenntar

1. ↑  GeoNames, 2005, Geonames-ID: 2861443, läs online och läs online.[källa från Wikidata]
2. ↑  Bayerisches Landesamt für Statistik (red.), Amtliches Ortsverzeichnis für Bayern, Bayerisches Landesamt für Statistik, 1991, s. 53, läs online.[källa från Wikidata]
3. ↑  hämtat från: tyskspråkiga Wikipedia.[källa från Wikidata]